# BMF (série télévisée)
Pour les articles homonymes, voir BMF.
BMF (ou Black Mafia Family) est une série télévisée dramatique américaine créée par Randy Huggins et diffusée depuis le 26 septembre 2021 sur Starz.
En France, la série est diffusée sur StarzPlay.
La série suit la Black Mafia Family, une organisation de trafic de drogue et de blanchiment d'argent.

## Synopsis
BMF s'inspire de l'histoire vraie de deux frères qui sont sortis des rues en décomposition du sud-ouest de Détroit à la fin des années 1980 et ont donné naissance à l'une des familles criminelles les plus influentes de ce pays. Le leadership charismatique de Demetrius « Big Meech » Flenory, le sens des affaires de Terry « Southwest T » Flenory et la vision du partenariat fraternel au-delà du trafic de drogue et dans le monde du hip hop rendraient les frères emblématiques au niveau mondial. Leur croyance inébranlable dans la loyauté familiale serait la pierre angulaire de leur partenariat et le nœud de leur éloignement éventuel. C'est une histoire d'amour, de trahison et de capitalisme voyou dans la poursuite du rêve américain.

## Distribution

### Acteurs principaux
- Russell Hornsby (VF : Jean-Paul Pitolin) : Charles Flenory
- Demetrius Flenory Jr. (en) (VF : Eilias Changuel) : Demetrius « Meech » Flenory
- Da'Vinchi (VF : Sourou Ouadodji) : Terry « Southwest T » Flenory
- Michole Briana White (en) (VF : Virginie Emane) : Lucille Flenory
- Eric Kofi-Abrefa : Lamar Silas
- Ajiona Alexus : Kato (saison 1)
- Myles Truitt (en) (VF : Jhos Lican) : B-Mickie
- Steve Harris (VF : Gilles Morvan) : l'inspecteur Bryant
- La La Anthony (VF : Esthèle Dumand) : Markaisha Taylor (saison 2, saison 1 récurrente)
- Kelly Hu (VF : Ivana Coppola) : l'inspecteur Veronica Jin (saison 2)

### Acteurs récurrents
- Kash Doll (en) : Monique
- Wood Harris (VF : Rody Benghezala) : Pat (saison 1)
- Snoop Dogg : le pasteur Swift
- Zane « Lil Zane » Copeland (en) (VF : Baptiste Marc) : Sockie (saisons 1-2)
- Yusef Thomas (VF : Diouc Koma) : Roland
- Serayah McNeill (VF : Justine Berger) : Lori Walker (saisons 1-2)
- Markice Moore (en) : Filmel
- Sean Michael Gloria : l'inspecteur Jonathan Lopez
- Sydney Mitchell (VF : Amélia Ewu) : Lawanda
- Tyshown Freeman (VF : Jean-Michel Vaubien) : Hoop (saisons 1-2)
- Christine Horn (VF : Daria Levannier) : Mabel Jones (saison 2)
- Leslie Jones : l'agent fédéral Tracy Chambers (saison 2)

 Source et légende : version française (VF) sur RS Doublage

## Production

### Développement
En juillet 2019, il a été annoncé que 50 Cent avait commencé à développer une série télévisée autour de Black Mafia Family, qu'il produirait pour Starz. En avril 2020, Starz a donné le feu vert à la série. Les sociétés de production devraient comprendre Lionsgate Television et G-Unit Films and Television Inc.
Le 30 septembre 2021, Starz a renouvelé la série pour une deuxième saison seulement 4 jours après la première de la série. Une troisième saison est commandée le 18 janvier 2023, et une quatrième saison le 29 février 2024.

### Tournage
Le tournage a commencé en janvier 2021 avec des tournages réalisés à Atlanta et Detroit.

## Épisodes

### Première saison (2021)
1. Voir… Toucher… Obtenir (See It… Touch It… Obtain It)
2. Rumeurs (Rumors)
3. Amour maximal, confiance minimale (Love All, Trust Few)
4. Héros (Heroes)
5. Secrets et mensonges (Secrets and Lies)
6. Juste le business (Strictly Business)
7. Toute la famille (All in the Family)
8. Le Roi de Detroit (The King of Detroit)

### Deuxième saison (2023)
Elle est diffusée depuis le 6 janvier 2023.
1. Family Dinner
2. Family Business
3. Devil's Night
4. Runnin' On E
5. Moment of Truth
6. Homecoming
7. Both Sides of the Fence
8. Push It to the Limit
9. High Treason
10. New Beginnings

### Troisième saison (2024)
Elle est diffusée depuis le 1er mars 2024
1. Detroit vs Everybody
2. Magic Makers
3. Sanctuary
4. The Return of the Prodigal Son
5. The Battle of Techwood
6. Casualties of War
7. Get 'Em Home
8. Code Red
9. Death Trap
10. Prime Time

### Quatrième saison (2025)
Note : Pour les informations de renouvellement voir la section Production.
Elle est prévue pour 2025.